# アセット・ファイナンス
アセット・ファイナンス (AF, Asset finance) は、金融用語の一つ。ストラクチャード・ファイナンス（SF, Structured finance）の一種で、コーポレート・ファイナンス (CF, corporate finance) やプロジェクト・ファイナンス (PF, Project finance) と対比して使われる。

## 概要
アセット・ファイナンスは、特定のアセット（資産）に依拠した金融手法である。コーポレート・ファイナンスでは、企業の借入は企業全体の信用力を基礎に行われ、一般には物的な担保を取り、ローンは遡及権（リコース）付きで組まれている。一方で、アセット・ファイナンスは、ある特定の資産のみからのキャッシュフローに依拠した借入であり、担保はその特定の資産であり、スポンサーからは追加の担保を取らない。ローンはスポンサーに対して遡及をしないノンリコースローンになっている。

## ストラクチャー
SPV（SPC、信託勘定等）が特定の資産のみを保有し、エクイティ及びノンリコースローンにより資金調達する。SPVは倒産隔離が図られる。

## アセット・ファイナンスの種類
対象となる資産の例は以下の通り。
- 不動産：不動産証券化（不動産ファイナンス）[1]
- 売掛債権・棚卸資産：動産担保融資（ABL：Asset Backed Loan）、売掛債権流動化[2][3][4]
- 船舶：シップ・ファイナンス
- 航空機：航空機ファイナンス[5]